# Harald Callerström
Ernst Harald Callerström, född 21 januari 1897 i Påskallavik i Döderhults församling i Kalmar län, död 22 december 1987 i Lunds Allhelgonaförsamling i Malmöhus län, var en svensk militär.

## Biografi
Efter studentexamen i Kalmar 1915 avlade Callerström marinofficersexamen vid Sjökrigsskolan 1917 och utnämndes samma år till fänrik i kustartilleriet. Han befordrades till löjtnant 1919 och var regementsadjutant vid Karlskrona kustartilleriregemente 1920–1923 och 1925. Åren 1923–1924 gick han Allmänna kursen och 1924–1925 Högre kursen vid Kungliga Sjökrigshögskolan. Han tjänstgjorde vid kommendantsstaben i Karlskrona fästning 1926–1927, var adjutant i staben hos chefen för kustartilleriet 1928–1936, var repetitör vid Sjökrigshögskolan 1929–1931 och var lärare i kustartilleritaktik vid Sjökrigsskolan 1931–1942, befordrad till kapten 1932. Han var därtill sakkunnig i 1930 års försvarskommission, som låg till grund för försvarsbeslutet 1936. Han deltog 1935–1936 i utarbetandet av taktikreglemente för flygvapnet och var återigen repetitör vid Sjökrigshögskolan 1936–1939. Åren 1937–1940 tjänstgjorde han vid Försvarsstaben, 1939 befordrades han till major och 1940–1944 var han stabschef i Kustartilleriinspektionen, befordrad till överstelöjtnant 1942. Vid denna tid var han också sakkunnig i 1941 års försvarsutredning, som låg till grund för försvarsbeslutet 1942, och redaktör och ansvarig utgivare för Tidskrift för kustartilleriet 1943–1944. Han var 1944–1946 utbildningschef vid Älvsborgs kustartilleriregemente. År 1946 befordrades han till överste och 1946–1954 var han chef för Göteborgs kustartilleriförsvar och Älvsborgs kustartilleriregemente. Han befordrades 1954 till överste av första graden och var chef för Kungliga Sjökrigshögskolan 1954–1957.
Callerströms gärning har karakteriserats så här: ”Den otvivelaktigt största insatsen under Callerströms bana gällde hans arbete för modernisering av kustartilleriet, vilket utfördes efter 1937 [1936] års försvarsbeslut. Genom 1942 års försvarsutredning fastlades kustartilleriets väsentliga roll i det totala kustinvasionsförsvaret. Callerström planlade sålunda alla de anläggningar som utbyggdes efter hela kusten vid de platser där fientlig invasion i första hand kunde tänkas. I all denna organisation var Callerström sålunda den centrala kraften. Särskilt gällde detta västkustens försvar, som tidigare varit ganska förbisett.”
Om Callerströms chefskap för Göteborgs kustartilleriförsvar och Älvsborgs kustartilleriregemente berättas i en nekrolog:
| ” | Eftersom GbK [Göteborgs kustartilleriförsvar] 1939 i huvudsak erhållit personal från KA 2 [Karlskrona kustartilleriregemente], moderförband under alla de år kustartilleriförsvar i Göteborg legat i materielreserv, kom endast en ringa del av befälspersonalen från västkusten. För Callerström framstod detta som en olägenhet och en svaghet och han strävade målmedvetet efter att på olika sätt förbättra bindningen mellan bygd och personal. I detta syfte tog han kontakt med universitet och högskolor, kommunala myndigheter, industri, handel och sjöfart samt kyrkan och utbad sig medverkan i en föreläsningsserie med ett mycket brett register med speciell inriktning på västkusten. Han mottogs överallt med positivt intresse och därmed åstadkoms en lång serie föreläsningar som väl närmast får anses som unik i vad avser djup och bredd. Övriga förband inom regionen inbjöds att deltaga och uppslutningen blev därför mycket stor. | „ |

Harald Callerström invaldes som ledamot av Kungliga Örlogsmannasällskapet 1941 och som ledamot av Kungliga Krigsvetenskapsakademien 1943.
Harald Callerström var son till grosshandlaren Nils Callerström och Lotty Boldt-Christmas. Han gifte sig 1925 med Rut Bergman (1900–1998).

## Utmärkelser
- Riddare av Vasaorden, 1936.[10]
- Riddare av Svärdsorden, 1938.[11]
- Riddare av Nordstjärneorden, 1942.[12]
- Kommendör av Svärdsorden, 1950.[13]
- Kommendör av första klass av Svärdsorden, 1953.[14]